# Karimnagar
Karimnagar är en stad i delstaten Telangana i Indien, och är administrativ huvudort för ett distrikt med samma namn. Folkmängden uppgick till cirka 290 000 invånare vid folkräkningen 2011. Storstadsområdet beräknades ha cirka 370 000 invånare 2018.